# Epidendrum tziscaoense
Epidendrum tziscaoense är en orkidéart som beskrevs av Eric Hágsater. Epidendrum tziscaoense ingår i släktet Epidendrum och familjen orkidéer. Inga underarter finns listade i Catalogue of Life.